# Konrad von Blücher-Altona
Konrad Daniel lensgreve von Blücher-Altona (født  5. marts 1764 på Penzlin i Mecklenburg-Schwerin, død 1. august 1845 i Altona) var overpræsident i Altona, bror til Frederik von Blücher og Gottfried Carl Wilhelm Gottlob von Blücher.

## Karriere ved hoffet
Han var søn af oberstløjtnant, senere oberst Carl Leopold von Blücher af huset Rosenow (1719-1775) og Sophie Henriette Margrethe von Plessen (1738-1786). Efter at Blücher var blevet undervist på Landkadetakademiet i København, ansattes han 1782 som page hos kong Christian VII's datter, prinsesse Louise Augusta. Efter hendes ægteskab med hertug Frederik Christian af Augustenborg trådte han ind i enkedronning Juliane Maries hofstat, blev 1794 udnævnt til kammerherre og kort efter til enkedronningens hofmarskal, hvilken stilling han beklædte til hendes død 1796. Blücher fungerede som adjudant hos general Ernst Frederik von Walterstorff, der var chef for det 1801 oprettede landeværn. 1802 udnævntes han, der stod i høj yndest hos kronprins Frederik, til amtmand over Aabenraa og Løgumkloster Amter. Han viste sig her som en dygtig administrativ embedsmand og fik særlig lejlighed til at udfolde sit talent i den retning under de franske og de spanske hjælpetroppers indkvartering på halvøen 1808. I september samme år ansatte kong Frederik VI ham som overpræsident i Altona, i i hvilken stilling han hurtig vandt befolkningens yndest. 1810 blev han Kommandør af Dannebrogordenen og 1812 Dannebrogsmand.

## Under Napoleonskrigene
Blücher befandt sig i en med store vanskeligheder forbunden situation, da de franske tropper holdt Hamborg besat i tidsrummet fra maj 1813 – maj 1814. Store skarer af hamborgske indbyggere, der enten fordreves eller ved flugt unddrog sig marskal Louis-Nicolas Davouts jernhårde regimente, søgte nemlig ophold i Altona, hvor overpræsidenten med sand humanitet traf foranstaltninger til deres modtagelse, samtidig med at han forstod at varetage det hensyn, der skyldtes Frankrig som Danmarks forbundsfælle. Han havde under denne virksomhed en ypperlig støtte i overpræsidialsekretær Gähler. Da et russisk troppekorps under general Levin August von Bennigsen belejrede Hamborg, fik Blücher en endnu vanskeligere stilling, men han værnede med dygtighed om Altonas sikkerhed, idet han med en vis snildhed forstod at sno sig mellem de to kommanderende generaler. Dette afsnit af Blüchers liv danner det smukkeste blad af hans historie. Altonas borgerskab lod til minde om hans fortjenester af byen slå en erindringsmedalje, og kongen dekorerede ham 1814 med Dannebrogordenens Storkors. Blücher og hans søskende var 1777 blevne nobiliterede af Christian VII; ved kgl. resolution af 30. august 1817 og patent af 27. oktober 1818 ophøjede Frederik VI Blücher og hans mandlige efterkommere i den danske lensgrevestand under navn af Blücher-Altona; 1838 udnævntes Blücher-Altona til Elefantridder.

## Senere virke
Kong Christian VIII var ligesom forgængeren overordentlig venskabeligsindet mod Blücher-Altona. Under Hamborgs brand i maj 1842 vandt han fortjent anerkendelse ved sin energiske, hjælpsomme optræden: dels ydede han sin medvirkning under slukningen, dels bidrog han til de brandlidtes forplejning. Til belønning overrakte en deputation fra Hamborgs Senat ham diplom som hamborgsk æresborger. Ved en jagt i efteråret 1843 gjorde Blücher-Altona et fald med hesten, og siden det tidspunkt var hans helbred nedbrudt; han døde 1. august 1845. Altonas borgere rejste ham et gravminde, der afsløredes 1852. Blücher-Altona var en mod kongehuset overordentlig loyal mand og i selskabslivet en meget vindende personlighed.
Han blev gift 1. maj 1794 i København med Manone (Marie) Barbara Abbestée (24. oktober 1770 i Tranquebar – 8. december 1852 i Altona), datter af generalmajor og guvernør (Peter) Hermann Abbestée (1728-1794) og Françoise Lange (1749-1779).
Børn:
- Fanny Sophie (26. september 1797 – 30. juni 1835)
- Gustav Carl Frederik (15. december 1798 – 25. marts 1864)

Blücher-Altona var frimurer og blev optaget i logen Christian til Palmen i København. Fra 1817 til sin død var han "Obermeister" for logen Karl zur heiligen Wahrheit i Altona.

## Gengivelser
- Maleri af F.C. Gröger, 1810 (Ahrensburg Slot), litograferet af Ausborn og kopieret af C.W. Wohlien ca. 1830 (Altonaer Museum).
- Stik af F.W. Bollinger, litografi efter maleri af O. Rasch, litografi af C. Grimm, 1830 og af Herterich, 1832.
- Maleri af C.A. Jensen, 1839, gentaget samme år (Frederiksborgmuseet).
- Medalje af Hans Frederik Alsing, 1844 og af Lorentz, 1845.
- Flere posthume litografier, bl.a. af G.F. Wurzbach efter tegning af H. Jessen.
- Papirrelief graveret af H.W. Köbner.